# Lachenalia gillettii
Lachenalia gillettii là một loài thực vật có hoa trong họ Măng tây. Loài này được W.F.Barker mô tả khoa học đầu tiên năm 1933.